# Олександр Михайлович (онук Миколи I)
Великий князь Олександр Михайлович (Сандро; нар 1 [13] квітня 1866, Тифліс,  Кавказьке намісництво, Російська імперія — пом 26 лютого 1933, Рокебрюн, Франція) — російський державний і військовий діяч, четвертий син великого князя Михайла Миколайовича та Ольги Федорівни, онук Миколи I.

## Біографія
Друг дитинства імператора Миколи II, якому доводився двоюрідним дядьком. У 1885 році закінчив Морське училище, після закінчення якого було отримав чин мічмана та був зарахований до Гвардійського екіпажу і проходив службу на флоті.
У 1886 році здійснив навколосвітнє плавання на корветі «Ринда». У 1890—1891 роки здійснив плавання до Індії на власній яхті «Тамара», описане в книзі Густава Радде «23 000 миль на яхті „Тамара“» (1892—1893). У 1892 році став командиром міноносця «Ревель».
У 1893 році в чині старшого лейтенанта здійснив плавання до Північної Америки на фрегаті «Дмитрій Донський» у складі ескадри, надісланої в Америку з нагоди 400-річчя відкриття Нового Світу. У 1894 році одержав звання капітана 2-го рангу. 25 липня того ж року одружився з Ксенією Олександрівною, донькою Олександра III.
З 1891 року — ініціатор і засновник видання першого в Російській імперії щорічного довідника «Військові флоти» («Військові флоти і морська довідкова книжка на … рік»), очолював його регулярний вихід до 1906 року.
З березня 1895 по липень 1896 — старший офіцер броненосця «Сисой Великий».
1895 року представив Миколі II розроблену під його керівництвом програму посилення російського флоту на Тихому океані, в якій передбачав, що в 1903—1904 роках, після завершення японської суднобудівної програми, почнеться війна з Японією. Програма та пов'язані з нею питання були обговорені, але не прийняті, що призвело до його відставки.
У 1898 році повернувся на дійсну службу на флот. З 31 січня 1899 року — старший офіцер броненосця берегової оборони « Генерал-адмірал Апраксин».
У 1899—1900 роках з урахуванням особистого досвіду служби на броненосці «Генерал-адмірал Апраксин» розробив ескізний проєкт значно більшого морехідного 5985-тонного броненосця берегової оборони з озброєнням з шести швидкострільних 203-мм гармат, розташованих у чотирьох баштах та з повним броньовим поясом (технічний проєкт виконаний Дмитром Скворцовим). Брав участь у конкурсах на розробку проєктів 14000-тонного ескадреного броненосця — Олександр Михайлович у 1899 році розробив ескізні проєкти, а інженер Скворцов у 1899—1900 роках за його вказівками створив технічні проєкти броненосця з однокаліберним озброєнням з шістнадцяти 203-мм гармат у восьми двогарматних баштах (приблизний аналог тоді ж розробленого італійським кораблебудівником Вітторіо Куніберті проєкту перспективного ескадреного броненосця для флоту Італії (розвиток проєкту 1898 року італійського кораблебудівника адмірала Бенедето Бріна), пізніше зі змінами втіленого в чотирьох італійських кораблях типу Реджіна Єлена (Regina Elena), побудованих у 1901—1908 роках) і броненосного крейсера. Однак від проєктів ескадреного броненосця та броненосного крейсера відмовилися (в Італії проектам Б. Бріна та В. Куніберті «пощастило» — їх сильно переробили і броненосці були побудовані), а будівництво броненосця берегової оборони, який передбачалося назвати «Адмірал Бутаков», було припинено на початковій стадії через брак коштів.
У 1901—1902 роках командував чорноморським ескадреним броненосцем «Ростислав». 1 січня 1903 року одержав звання контр-адмірала та призначений молодшим флагманом Чорноморського флоту з зарахуванням до Свити Його Імператорської Величності.
З 1898 року — член (потім — голова) Ради у справах торгового мореплавання. З листопада 1902 по жовтень 1905 року був першим і єдиним керівником (головноуправляючим) Головного управління торгового мореплавання та портів. Це відомство, створене з ініціативи Олександра Михайловича, було організовано з підрозділів Міністерства фінансів (відділ торговельного мореплавання, Рада у справах торговельного мореплавання, Комітет із портових справ) та Міністерства шляхів сполучення (Відділ торговельних портів). Як головноуправляючий окремою частиною, великий князь Олександр Михайлович став членом Комітету міністрів. Як міністр, великий князь зіткнувся з прихованою, але сильною протидією всіх інших міністрів, які не бажали появи у своєму середовищі протокольно не рівного їм і юридично безвідповідального члена імператорського роду; крім того, міністри боялися подальшої появи нових відомств, створюваних спеціально під великих князів. У результаті найсильніших апаратних інтриг Головне управління було перетворено на відділ створюваного Міністерства торгівлі та промисловості, після чого великий князь відмовився від управління відомством, яке вже не відповідало його високому рангу.
Учасник т. зв. «безобразівські кліки» . Під час російсько-японської війни керував підготовкою та діями допоміжних крейсерів з пароплавів Добровільного флоту на ворожих комунікаціях, потім очолив «Особливий комітет із посилення військового флоту на добровільні пожертвування». В 1905 році прийняв командування загоном нових мінних крейсерів (есмінців) Балтійського флоту, побудованих на зібрані цим комітетом кошти. Висловлювався проти направлення 2-ї Тихоокеанської ескадри на Далекий Схід, вважаючи її недостатньо сильною. Взяв безпосередню участь у розробці програм відтворення флоту, прагнув привернути до вирішення цього завдання увагу органів державного управління та громадськості, виступав активним прихильником будівництва якісно нових лінійних кораблів. У червні 1909 року Олександр Михайлович був одержав чин віце-адмірала. Генерал-ад'ютант з 22.07.1909 по 21.03.1917. З 06.12.1915 року — адмірал.
Олександр Михайлович відіграв велику роль у створенні російської авіації, він був ініціатором створення офіцерської авіаційної школи під Севастополем у 1910 році, шеф Імператорського військово-повітряного флоту. Брав участь у Першій світовій війні. З грудня 1916 року — польовий генерал-інспектор військового повітряного флоту при Верховному Головнокомандувачі. Зробив великий внесок у розвиток вітчизняної військової авіації, у тому числі в ході війни; але деякі дослідники критикують ряд його рішень та схильність до авторитарного методу керівництва.
На початку 1917 року виступав за створення уряду з участю громадських діячів (висловлюючись проти «відповідального міністерства»).
Після Лютневої революції, 21 березня (3 квітня) 1917 року позбавлений звання генерал-ад'ютанта у зв'язку зі скасуванням усіх військово-придворних звань.
22 березня (4 квітня) 1917 року польовий генерал-інспектор військового повітряного флоту при Верховному Головнокомандувачі, адмірал великий князь Олександр Михайлович був звільнений від служби, на прохання, з мундиром.
З дозволу Тимчасового уряду йому було дозволено оселитися в маєтку «Ай-Тодор» у Криму, де й зустрів більшовицький переворот і наступне за ним встановлення радянської влади та німецьку окупацію півострова, під час якої Романови мали відносну свободу.
Наприкінці 1918 року, після капітуляції у Першій світовій війні, німецькі війська залишили окуповані території колишньої Російської імперії. Територія тимчасово перейшла під контроль лояльних до Білого руху союзників . Члени Імператорського роду отримали повну свободу пересування. Олександр Михайлович, не чекаючи від'їзду з Криму сім'ї, поспішив попрямувати до Парижа (разом зі старшим сином залишив Ялту 11 грудня 1918 на борту британського військового корабля HMS Foresight), де мав намір взяти участь у роботі російської делегації на Паризькій мирній конференції . Після провалу спроб переконати колишніх союзників Росії допомогти Білому рухові у боротьбі з більшовизмом, він остаточно оселився у Франції, назавжди залишивши Росію.

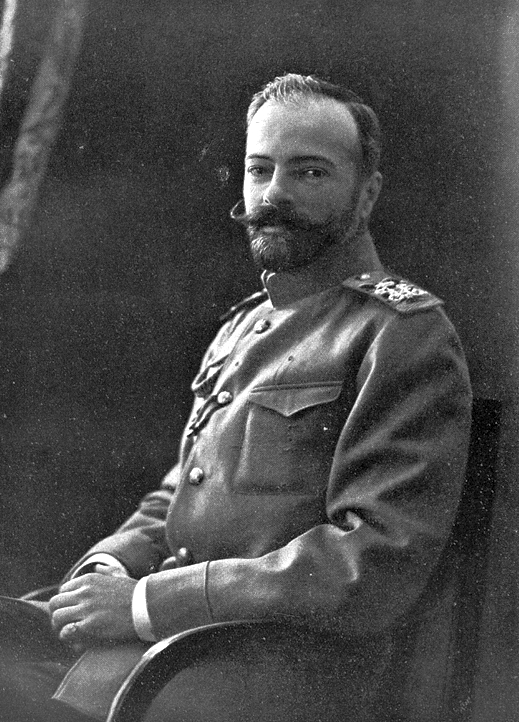
Олександр Михайлович

Був почесним головою Спілки російських військових льотчиків, Паризької кают-компанії, Об'єднання чинів гвардійського екіпажу; брав участь у діяльності РЗВС, опікувався Товариством допомоги дітям російської еміграції, Національним організаціям російських розвідників (НОРР) та російських скаутів (НОРС).
В еміграції випустив мемуари під назвою «Книга спогадів», текст яких вперше був виданий у Парижі 1933 року як додаток до журналу «Ілюстрована Росія»; також автор виданих у Парижі книг Votre âme (1924), Se connaître (1927) та інших. У своїх мемуарах Олександр Михайлович переглянув своє ставлення до радянської влади.
Помер 26 лютого 1933 року в французькому містечку Рокебрюні (департамент Приморські Альпи); похований на місцевому цвинтарі.
19 липня 2012 року в Санкт-Петербурзі, на території Санкт-Петербурзького Парусного клубу було відкрито бронзовий пам'ятник-бюст Великому князю (скульптор Альберт Чаркін).

## Родина
У 1894 році в Петергофі одружився зі своєю двоюрідною племінницею Ксенією Олександрівною, старшою дочкою Олександра III, рідною сестрою Миколи II.
В еміграції Олександр Михайлович жив окремо від Ксенії.
Їх діти:
- Ірина (1895—1970), з 1914 року — дружина Фелікса Феліксовича Юсупова, мол. (1887—1967)
- Андрій (1897—1981)
- Федір (1898—1968)
- Микита (1900—1974)
- Дмитро (1901—1980)
- Ростислав (1902—1977)
- Василь (1907—1989)

Більшість Романових, що нині живуть, є нащадками Олександра Михайловича.

## Нагороди
Російські:
- орден Святого апостола Андрія Первозванного (1 квітня 1866);
- орден Святого Олександра Невського (1 квітня 1866);
- орден Білого орла (1 квітня 1866);
- орден Святої Анни 1-й ст. (1 квітня 1866);
- орден Святого Станіслава 1-й ст. (1 квітня 1866);
- орден Святого Володимира 4 ст. (1 січня 1893 року);
- орден Святого Володимира 3 ст. (6 грудня 1906 року);
- орден Святого Володимира 2 ст. (6 травня 1913 року).

Іноземні :
- орден Вюртембергської корони (Вюртемберг, 1 червня 1880 р.);
- орден Грифона 2-й ст. (Мекленбург-Шверін, 1 березня 1881 р.);
- орден Південного Хреста 1 ст. (Бразилія, 1 січня 1886 року);
- Орден Троянди (Бразилія, 1886)[17]
- орден Грифона 1-й ст. (Мекленбург-Шверін, вересень 1886);
- орден Вранішнього сонця 1-й ст. (Японія, 5 січня 1889 року);
- орден Спасителя 1 ст. (Греція, січень 1889 р.);
- хрест Кавалерів Святої Гробу з часткою Животворного дерева і звання Стража Святого Живоносного Гробу Господнього (Єрусалимський патріархат, 9 березня 1889);
- орден Заслуг герцога Петра-Фрідріха-Людвіга (Ольденбург, липень 1902);
- Орден Святого Олафа, великий хрест із ланцюгом (Норвегія, 25 вересня 1908).

## Членство в організаціях
- Почесний голова Російського Імператорського Товариства Судноплавства, голова промислового відділу
- Олександр Михайлович був "містичним масоном " і спіритиком, називав себе розенкрейцером та філалетом . Складався в масонській «Великокнязівській ложі» (Санкт-Петербург, після 1907 до 1917), засновник «Адміралтейської Ложі» (Санкт-Петербург, 1910-ті), що працювала за ритуалом філалетів[18][19][20][21][22] . Згідно з енциклопедичним словником Сєркова[23], Олександр Михайлович був майстром ложі «Карма», що працювала в 1910—1919 роках за Шведським статутом . «[Великий Князь] Олександр Михайлович, Животовський та Рейлі — всі вони були франк-масонами»[24] .

## Книги
- Grand duc Alexandre de Russie. 1. L'Union des âmes. Париж. 1923
- Grand duc Alexandre de Russie. Votre âme. De Grand-duc Alexandre de Russie. 1924
- Grand duc Alexandre de Russie. La Religion d'amour. Париж. 1929. 302 p.
- Додаток до журналу " Ілюстрована Росія ", 1933 рік.
- Grand-duc Alexandre de Russie. Quand j'étais grand-duc. 1933
- Великий князь Олександр Михайлович. [Архівовано 6 листопада 2020 у Wayback Machine.] Книга спогадів [Архівовано 6 листопада 2020 у Wayback Machine.]
- Великий князь Олександр Михайлович. [Архівовано 29 листопада 2021 у Wayback Machine.] Книга спогадів [Архівовано 29 листопада 2021 у Wayback Machine.]
- Романов А. М.  — Москва : Директ-Медиа, 2020. — 376 с. — ISBN 978-5-4499-0846-9. Архівовано з джерела 15 травня 2021